# Cantó de Conlie
El cantó de Conlie és un cantó francès del departament de Sarthe, situat al districte de Mamers. Té 15 municipis i el cap es Conlie.

## Municipis
- Bernay-en-Champagne
- Conlie
- Cures
- Degré
- Domfront-en-Champagne
- La Chapelle-Saint-Fray
- La Quinte
- Lavardin
- Mézières-sous-Lavardin
- Neuvillalais
- Neuvy-en-Champagne
- Ruillé-en-Champagne
- Sainte-Sabine-sur-Longève
- Saint-Symphorien
- Tennie

## Història
| Data d'elecció                           | Identitat         | Partit           | Qualitat |
| ---------------------------------------- | ----------------- | ---------------- | -------- |
| 1945-1964                                | Gustave Lhuissier | radical          |          |
| 1964-1979                                | Jacques Rebour    | Divers gauche    |          |
| 1979-2011                                | Pierre Hellier    | UDF, després UMP |          |
| 2011-                                    | Joël Métenier     | UMP              |          |
| les dades anteriors no són pas conegudes |                   |                  |          |
|                                          |                   |                  |          |

## Demografia
| A partir de 1990: Població sense dobles comptes |